# Движение напред
Move Forward Party (на тайски: พรรคก้าวไกล; в превод: Партия „Движение напред“) е социалдемократическа и прогресивна политическа партия в Тайланд. Партията е против остатъците от влиянието на военната хунта, която управлява страната от 2014 до 2019 г. Основана е през 2014 г. с името „Руам Патана Чарт Тай“ (на тайски: พรรคร่วมพัฒนาชาติไทย), в последица сменено на „Пхунг Луанг“ (на тайски: พรรคผึ้งหลวง). През 2019 г. се връща оригиналното и име, а през 2020 г. е прекръстена на Move Forward Party, след като става де факто наследник на закритата партия Future Forward Party.